# Herman Wold
Herman Ole Andreas Wold (25 tháng 12 năm 1908 – 16 tháng 2 năm 1992) là một nhà nghiên cứu kinh tế lượng và thống kê người Thụy Điển. Ông được biết tới nhờ các nghiên cứu của mình trong lĩnh vực toán kinh tế, phân tích chuỗi thời gian và kinh tế lượng.
Ông là tác giả của định lí Cramér–Wold trong thống kê toán học và định lí khai triển Wold trong lĩnh vực phân tích chuỗi thời gian. Trong kinh tế vi mô, ông đề xuất ra lí thuyết thỏa dụng và lí thuyết cầu tiêu dùng. Trong thống kê đa biến, ông đã tìm ra phương pháp hồi quy bình phương tối thiểu một phần và mô hình xác suất dạng đồ thị. Nhà khoa học máy tính người Mỹ Judea Pearl nhận định rằng các tác phẩm về suy luận nhân quả trong nghiên cứu quan sát của ông đã đi trước thời đại hàng thập kỉ.

## Thời thơ ấu
Herman Wold là em út trong một gia đình có sáu anh chị em tại thành phố Skien, tỉnh Telemark, miền nam nước Na Uy. Năm 1912, ông cùng gia đình sang định cư tại Thụy Điển và trở thành công dân nước này kể từ đó. Bố của ông là chủ một doanh nghiệp nhỏ chuyên về da và lông thú.

## Thành tựu trong khoa học
Sự nghiệp khoa học của Herman Wold kéo dài sáu thập kỉ với nhiều gặt hái quan trọng

### Học trò của Harald Cramér
Năm 1927, ông theo học ngành Toán tại Viện Đại học Stockholm. Ông đã may mắn được học với tiến sĩ Harald Cramér, khi đó là giáo sư môn Phuơng pháp toán học trong định phí bảo hiểm và Phuơng pháp thống kê toán học. Wold từng viết rằng "được trở thành sinh viên của thầy Cramér là một điều hết sức may mắn, cũng như là một lợi thế lớn".
Sau khi tốt nghiệp vào năm 1930, ông đi làm cho một công ty bảo hiểm. Ông cũng nghiên cứu dữ liệu về tỉ lệ tử vong cùng với giáo sư Cramér và thiết kế thành công biểu giá cho các công ty bảo hiểm. Ông bắt đầu làm luận văn tiến sĩ về các quá trình ngẫu nhiên dưới sự hướng dẫn của giáo sư Cramér và được công nhận học vị vào năm 1938. Ngoài ra, ông cùng tiến sĩ Cramér cũng có một vài tác phẩm nghiên cứu chung, nổi bật nhất trong số đó là định lí Cramér–Wold (1936).

### Chuỗi thời gian và định lí phân tích Wold
Luận văn của Wold, A Study in the analysis of stationary time series (tạm dịch: Nghiên cứu kĩ thuật phân tích các chuỗi thời gian có tính dừng), là một đóng góp quan trọng cho khoa học. Kết luận chính của luận văn được gói gọn trong "định lí phân tích Wold", phát biểu rằng bất kì một chuỗi dừng nào có thể được phân tích thành tổng của một thành phần tất định (deterministic component) và một thành phần ngẫu nhiên (stochastic component), mà thành phần ngẫu nhiên ấy có thể được biểu diễn dưới dạng một mô hình trung bình trượt với vô hạn bậc. Ngoài ra, luận văn của Wold còn là công trình đầu tiên kết hợp nghiên cứu về quá trình cá thể của một số nhà thống kê học Anh Quốc (điển hình là George Udny Yule) và lí thuyết quá trình dừng ngẫu nhiên của một số nhà toán học Nga (điển hình là Aleksandr Yakovlevich Khinchin). Kết luận của Wold về chuỗi thời gian đơn biến đã được tổng quát hóa bởi Peter Whittle - học trò của ông.
Định lí phân tích Wold cùng định lí Wold đã truyền cảm hứng cho định lí nhân tử hóa Beurling trong giải tích điều hòa cùng một số nghiên cứu về không gian con không đổi của các ánh xạ tuyến tính.

### Lí thuyết cầu tiêu dùng
Vào năm 1938, một Ủy ban Chính phủ đã giao cho Wold nhiệm vụ nghiên cứu định lượng về cầu tiêu dùng tại Thụy Điển. Các kết quả đó nghiên cứu được xuất bản vào năm 1940. Trong thời gian làm nhiệm vụ, ông đã bắt tay vào nghiên cứu lí thuyết về cầu. Quyển sách Demand Analysis (tạm dịch: Phân tích về Cầu) xuất bản năm 1952 tập hợp các nghiên cứu của Wold về lí thuyết cầu, lí thuyết quá trình ngẫu nhiên, lí thuyết hồi quy và nghiên cứu số liệu của Thụy Điển lúc bấy giờ.

### Mô hình hệ phương trình đồng thời và phương pháp suy luận nhân quả
Từ năm 1943 tới 1944, Trygve Haavelmo đưa ra ý tưởng về hệ các phương trình đồng thời và theo lập luận của mình, ông cho rằng mô hình này sẽ chiếm vị trí chủ đạo trong nghiên cứu kinh tế lượng. Wold đã tìm ra được một số hạn chế trong phương pháp hợp lí tối đa mà lúc đó được Haavelmo và Ủy ban Cowles ủng hộ mạnh mẽ. Ông cũng khuyến cáo rằng nghiên cứu của Haavelmo chứa một số nhận định có tính phóng đại về sự vượt trội của phương pháp ước lượng tham số hợp lí tối đa.
Từ năm 1945 tới 1965, Wold đã đề xuất và nghiên cứu về mô hình chuỗi nhân quả đệ quy mà theo ông là có nhiều ứng dụng thực tiễn hơn. Ông phát biểu rằng: phương pháp ước lượng bình phương tối thiểu sẽ cho ra các tham số hiệu quả (về mặt tính toán) cho mô hình chuỗi nhân quả đệ quy và là phương pháp có các tính chất lí thuyết vượt trội, điều mà phương pháp này không có khi ứng dụng cho các mô hình chuỗi thời gian. Các nghiên cứu của ông về quan hệ nhân quả và mô hình chuỗi đệ quy được đề cập đến như các phát minh khoa học theo một số nghiên cứu về quan hệ nhân quả và mô hình xác suất dạng đồ thị của Judea Pearl và Nanny Wermuth.

## Sự nghiệp
Quá trình thăng tiến trong sự nghiệp của Wold không được nhắc đến nhiều. Từ năm 1942 đến năm 1970, ông làm giáo sư môn Thống kê tại Viện Đại học Uppsala. Sau năm 1970, ông chuyển đến định cư và làm việc tại thành phố Göteborg. Wold nghỉ hưu vào năm 1975.
Năm 1960, ông được bầu làm viện sĩ Viện Hàn lâm Khoa học Hoàng gia Thụy Điển. Ông làm thành viên Hội đồng trao giải Nobel Kinh tế từ năm 1968 đến năm 1980.